# Кларк, Ларри
Лоуренс Дональд "Ларри" Кларк (англ. Lawrence Donald "Larry" Clark, род. 1943, Талса, США) — американский фотограф и кинорежиссёр.

## Биография
Ларри Кларк родился в 1943 году в Талсе (штат Оклахома, США). Сын Фрэнсис Кларк (детского фотографа) и Льюиса Кларка. Учился в Лейтонской школе искусств в Милуоки.
В 1963 году начал заниматься фотографией. Известность ему принесли революционные фотоработы, посвященные темным сторонам жизни подростков. За них Ларри Кларка называли то детским порнографом, то гением визионерства. Среди выпущенных им фотоальбомов — «Талса» («Tulsa», 1971) вышедшая в издательстве фотографа Ральфа Гибсона «Люструм Пресс», «Подростковая похоть» (1982), «Совершенное детство» (1992).
В 1995 году Л. Кларк пришёл в большой кинематограф, дебютировав фильмом «Детки» (англ. Kids). Фильм «Детки» был показан в конкурсе Каннского фестиваля 1995 года и на кинофестивале Санденс. В своих фильмах Кларк исследует природу подростковых субкультур (в числе которых панки, сёрферы, скейтбордисты), чьи представители зачастую вовлечены в нелегальные и аморальные дела, такие как употребление наркотиков и насилие.
Фотоработы Л. Кларка находятся в постоянных экспозициях музеев по всему миру. Он считается одним из самых значительных документальных фотографов двадцатого столетия.

## Выставки
- 2011 — «Larry Clark: Kiss the past hello», Musée d´Art Moderne de la Ville de Paris
- 2013 — «NYC 1993: Experimental Jet Set, Trash and No Star» New Museum, New York
- 2014 — «Tulsa & Teenage Lust», Foam Amsterdam

## Авторские книги
- «Tulsa» 1971
- «Teenage Lust» 1982
- «Los Angeles 2003—2008, том 1» 2007

## Фильмография
- 1995 — Детки / Kids
- 1998 — Ещё один день в раю / Another Day in Paradise
- 2001 — Садист / Bully
- 2002 — Троглодиты / Teenage Caveman (TV)
- 2002 — Кен Парк / Ken Park
- 2005 — Ну чё, рокеры? / Wassup Rockers
- 2006 — Запрещено к показу![англ.] (Часть 4: Impaled) / Destricted (Часть 4: Impaled)
- 2012 — Девушка из Марфы[англ.] / Marfa Girl
- 2014 — Наш запах / The Smell of Us
- 2018 — Девушка из Марфы 2[англ.] / Marfa Girl 2